# Mexikos historia

Karta över Mexiko år 1847

Den här artikeln behandlar Mexikos historia.
När Mexiko år 1521 blev en spansk koloni fanns där högtstående indianska civilisationer, såsom maya, azteker, purepecha (tarasker) och mixteker. Maya-civilisationen (750–950 e.Kr.) hade emellertid kollapsat långt innan, sannolikt till följd av klimatförändringar. Andra högtstående kulturer hade gått under, som olmeker, Teotihuacankulturen och tolteker. 
Spanjorerna tog med sig sjukdomar vilket, tillsammans med indianernas svåra levnadsförhållanden under det spanska väldet, ledde till att den ursprungliga befolkningen minskade från cirka 25 miljoner, främst azteker, till under två miljoner bara 100 år senare. En smittkoppsepidemi  startade redan år 1520 och tog 5 till 8 miljoner liv. En serie utbrott av sjukdomen cocoliztli med start 1545 betraktas som den värsta sjukdomsepidemin i Mexikos historia, och som en av de mer dödliga epidemierna i mänsklighetens historia. Ny DNA-forskning visar att cocoliztli var salmonella som hade förts från Europa. Inkluderar man offren av smittkoppor och cocolitzli är erövringenen av aztekernas rike en av de dödligaste konflikterna genom tiderna.
År 1810 deklarerade en grupp upprorsmän landets självständighet, vilket orsakade ett inbördeskrig mellan dem och den federala regeringen som var lojal mot Spanien. Inbördeskriget slutade med en förhandlingslösning som gjorde att Mexiko blev självständigt 1821. Republiken Texas bröt sig ut från Mexiko 1837 och införlivades i USA år 1846. Samma år förklarade USA krig mot Mexiko med syfte att realisera de territoriella ambitioner man framfört redan kort efter Mexikos självständighet. Det mexikanska kriget pågick till 1848. I fredsfördraget tvingades Mexiko avstå stora landområden, ungefär de nuvarande delstaterna Kalifornien, Nevada, Utah, Arizona och New Mexico. 
År 1858 ställdes motsättningar mellan den liberala regeringen med Benito Juárez i ledningen och konservativa krafter på sin spets och Reformkriget (”La Guerra de Reforma”) inleds. Detta inbördeskrig kom att vara i tre år. År 1860 segrade regeringstyrkorna under Juarez. 
Efter kriget befann sig Mexiko i en prekär ekonomisk situation och i juni inställdes betalningarna av utlandsskulden på två år. På grund av detta, trots att betalningarna återupptogs, skickade Frankrike, Storbritannien och Spanien år 1862 trupper till Veracruz. Senare drog Storbritannien och Spanien tillbaka sina trupper, medan Frankrike förklarade krig och påbörjade en militär kampanj. I slaget vid Puebla den 5 maj 1862 besegrades fransmännen av den mexikanska armén. Efter att den franska armén fått förstärkningar intog man staden Puebla den 17 mars 1863; i slutet 1863 var de viktigaste städerna ockuperade av fransmännen. 
Mexiko konstitueras som en monarki och de styrande föreslår Ferdinand Maximilian, ärkehertig av Österrike, som kejsare. De konservativa krafterna i Mexiko, med stöd av den katolska kyrkan och Frankrike, hade kontaktat Maximilian redan år 1859 då de letade efter en europeisk adelsman att ta över tronen. Maximilian visade inget intresse och föredrog att åka på en botanisk expedition till Sydamerika. Vid sin återkomst 1863 frågades han på nytt av Napoleon III och år 1864 undertecknar de konservativa, Napoleon III och Maximilian av Habsburg en överenskommelse där Maximilian ”accepterar Moctezumas tron” och anländer till Veracruz i maj 1864. 
Mexikanska trupper och en folklig gerilla fortsatte oupphörligen att strida mot den franska armén. År 1866 beslutade Frankrike att ta hem sina trupper, varpå de Juáreztrogna trupperna återerövrade landet. Maximilian och hans kollaboratörer tillfångatogs och arkebuserades.
År 1876 började den diktatur som fått namnet "Porfiriatet". Porfirio Díaz själv blev president 1884.
Under Porfirio Díaz diktatur försämrades levnadsvillkoren för de stora massorna och under 1900-talets första år inträffade en rad mindre uppror och väpnade aktioner utförda av olika revolutionära grupper. År 1910 utbröt den mexikanska revolutionen. År 1911 besegrade revolutionära styrkor under Fransisco Villa, Emiliano Zapata och Pascual Orozco den federala armén. Ett flertal uppror följde dock, startade både av anhängare till Porfirio Díaz och av Emiliano Zapata. På grund av dessa och motsättningar mellan de olika revolutionära styrkorna fortsatte dock striderna till 1916. Venustiano Carranza blev president 1915. 
År 1920 gjordes uppror mot presidenten Venustiano Carranza som mördas. Makten övertogs av Carranzas tidigare militäre befälhavare Alvaro Obregón. 
År 1929 bildades det politiska partiet Partido Nacional Revolucionario, PNR, som senare bytte namn till Partido Revolutionario Institutional, PRI. PRI kom att ha makten i Mexiko till slutet av 1990-talet, då Vicente Fox från högerpartiet Nationella aktionspartiet (PAN) blev president. Vid valet 2006 vann återigen PAN, med en minimal marginal över vänsterpartiet PRD, och Felipe Calderón blir president.
I 2012 blev Enrique Peña Nieto Mexikos president. Han och hans parti PRI tog en klar seger i  valet.  Det innebar en comeback för landets gamla maktparti som regerade Mexiko i 71 år fram till valet 2000.
År 2018 blev vänsterpolitikern Andrés Manuel López Obrador Mexikos president. Han gick mot en jordskredsseger i valet med cirka 53 procent av rösterna. Han hade försökt i två tidigare val, men misslyckats. 